# 2023年沙特阿拉伯和伊朗北京会谈
沙特阿拉伯和伊朗北京会谈，又称伊朗和沙特阿拉伯北京对话、沙特和伊朗北京对话，是沙特阿拉伯王国与伊朗伊斯兰共和国于2023年3月6日至10日间在中华人民共和国首都北京市进行的一场高级别会谈。被视为中东地区宿敌的沙伊两国在中华人民共和国的调停下，同意恢复双边大使级外交关系。

## 背景
从2021年至2022年，沙特和伊朗双方在伊拉克共和国和阿曼苏丹国承办了多轮对话。2022年12月，中共中央总书记、国家主席习近平访问沙特阿拉伯并出席首届中国—阿拉伯国家峰会、中国—海湾阿拉伯国家合作委员会峰会，在此期间会见了包括沙特阿拉伯国王萨勒曼在内的多个阿拉伯国家领导人。2023年2月，伊朗总统莱希访问中国，并表示欢迎中方提出的实现中东安全稳定以及促进波斯湾地区国家对话的倡议。中国外交部亚非司司长王镝在接受《人民日报》专访时说，习近平在2022年12月对沙特进行国事访问和2023年2月接待伊朗总统莱希访华期间亲自做两国领导人工作，支持沙特伊朗发展睦邻友好关系。此次会谈在中华人民共和国政府倡议、中共中央政治局委员兼中央外事工作委员会办公室主任王毅主持和协调下举行。

## 内容
3月10日，沙特阿拉伯与伊朗两国达成协议，宣布同意恢复双边外交关系。同时，中国、沙特、伊朗三方还共同签署并发表了联合声明，强调三方将共同努力，维护国际关系基本准则，尊重各国主权，不干涉别国内政，促进国际地区和平与安全。

## 影响和评价

### 各国反应
- 伊朗外长侯赛因·阿米尔-阿卜杜拉希扬表示，伊朗外交机构正在积极支持更多地区性举措的准备工作[9]。
- 沙烏地阿拉伯国务大臣艾班表示，沙特阿拉伯王国领导人欢迎中华人民共和国政府的倡议，该倡议基于沙特王国自建国以来一贯和持续的做法，坚持睦邻友好原则，竭尽所能加强地区和世界的安全与稳定，并采用对话和外交原则解决分歧。沙特十分重视所取得的成果，将根据协议中确立的原则继续进行建设性对话。对中华人民共和国在这方面继续发挥的积极作用表示赞赏。[10]
- 中华人民共和国外交部发言人在回答记者提问时表示，沙特和伊朗双方开展对话并达成协议，为地区国家通过对话协商化解矛盾分歧、实现睦邻友好树立了典范，有利于地区国家摆脱外部干涉，把前途命运掌握在自己手里[11]。
- 埃及外交部希望协议将有助于缓解该地区的紧张局势。[12]
- 馬爾地夫外交部對中沙伊联合声明表示欢迎，並宣佈馬爾代夫與伊朗恢复外交关系[13]。
- 总理兼外交部长穆罕默德·本·阿卜杜勒拉赫曼·阿勒萨尼致电伊朗和沙特阿拉伯外长，对该协议表示欢迎。[來源請求]
- 美国总统乔·拜登对沙特阿拉伯和伊朗重新建立外交关系表示欢迎[14]。

### 媒体和学界评价
美国莱斯大学贝克研究所政治学家克里斯蒂安·科茨·乌尔里克森（Kristian Coates Ulrichsen）认为，目前，进一步的地区不稳定不符合沙特或伊朗的利益。在美国对伊朗的立场变得更加强硬之际，中华人民共和国政府的介入发出了一个强有力的信号。
两名前以色列总理（亚伊尔·拉皮德、纳夫塔利·贝内特）提出警告，认为这会对现任以色列总理本雅明·内塔尼亚胡抵抗伊朗的外交政策造成冲击。
《纽约时报》称：“在过去的四分之三个世纪里，美国人一直是中东的核心角色，有事发生时它几乎都在场，但现在却发现自己在一个出现重大变化的时刻被挤到了一边。多年来在该地区（中东地区）只扮演次要角色的中国人突然摇身一变成了新的重要选手。”
华盛顿非营利组织中东民主项目的研究副主任艾米·霍桑声称：“（中华人民共和国）取得的这一卓越成就使其在外交方面上了一个台阶，并超越了自拜登上任以来美国在该地区取得的任何成就。”
主张对伊朗和中华人民共和国采取强硬政策的华盛顿智库捍卫民主基金会首席执行官马克·杜博维茨称：“（沙特和伊朗重新建交）表明沙特对华盛顿政府缺乏信任，伊朗可以撬开美国的盟友以缓解自己的孤立状态，而中华人民共和国正在成为中东强权政治的重要主导者。”
前美国国务卿亨利·基辛格表示，此事是中东战略格局的一个重大变化，中国以“和平缔造者”的角色改变了国际外交的职权范围，并朝着成为创建世界秩序的参与者的目标迈出了重要一步。
《纽约时报》认为，伊朗和沙特阿拉伯宣布恢复外交关系可能会使美国亲密伙伴沙特与美国长期的敌人伊朗走到一起，这可能会导致中东地区的格局重新洗牌。伊朗和沙特的重新建交也引起以色列的惊讶和焦虑，以色列领导人将伊朗视为敌人和生存威胁，同时以色列认为沙特是一个潜在对抗伊朗方面的合作伙伴。

## 后续
2023年4月6日，中国国务委员兼外交部长秦刚、沙特外交大臣费萨尔·本·法尔汉·阿勒沙特和伊朗外交部长侯赛因·阿米尔-阿卜杜拉希扬在北京会晤，沙伊两国外长于同日签署了沙伊双方签署联合声明，两国宣布即日起恢复外交关系。双方同意在约定时间内重新开放外交使团，着手采取必要措施开放两国驻利雅得和德黑兰大使馆以及驻吉达和马什哈德总领事馆。此外，沙伊两国将继续在技术代表团之间开展必要协调，以研究扩大两国合作的方式，包括恢复官方代表团、私营部门互访及航班，为两国相互签发签证提供便利。
2023年6月6日，伊朗驻沙特大使馆重新开馆，伊朗副外长比格德利、沙特副外交大臣优素福等两国官员出席。6月7日，伊朗驻吉达总领事馆和驻伊斯兰合作组织代表处也相继恢复运行。
2023年6月17日，沙特外交大臣费萨尔访问伊朗首都德黑兰，先后会见伊朗外交部长阿卜杜拉希扬和总统莱希。此访是2006年以来沙特外交大臣首次访问伊朗。
2023年8月9日，沙特驻伊朗大使馆重新开馆。
2023年9月6日，沙特和伊朗互派大使。
2023年9月24日，马尔代夫恢复与伊朗的外交关系。